# لهوتسکو
لهوتسکو (به چکی: Lhotsko) یک منطقهٔ مسکونی در جمهوری چک است که در ناحیه زلین واقع شده‌است. لهوتسکو ۲٫۹۵ کیلومتر مربع مساحت و ۲۶۵ نفر جمعیت دارد و ۳۶۳ متر بالاتر از سطح دریا واقع شده‌است.